# Schawbea salicifolia
Schawbea es un género monotípico de fanerógamas perteneciente a la familia Acanthaceae. El género tiene una especie de plantas herbáceas: Schawbea salicifolia que es originaria de África.

## Taxonomía
Schawbea salicifolia fue descrita por Gustav Lindau y publicado en Bot. Jahrb. Syst. 33: 191 1902.